# Married to Jonas
Married to Jonas è un programma televisivo prodotto andato in onda per la prima volta negli Stati Uniti dal 19 agosto 2012 al 26 maggio 2013 sull'emittente statunitense E!.
Il docu-reality segue e racconta la vita e le vicende familiari di Kevin Jonas con sua moglie Dani Jonas.